# Light and Darkness
«Light and Darkness» — песня японской каваии-метал группы Babymetal. Впервые она была выпущена в качестве цифрового сингла в феврале 2023 года, а позже в составе четвёртого студийного альбома The Other One.

## Выпуск
11 октября 2022 года группа объявила о своём предстоящем четвёртом концептуальном альбоме The Other One, который вышел 24 марта 2023 года. «Light and Darkness» является четвёртой выпущенной песней с этого альбома и стала доступна 23 февраля 2023 года в качестве цифрового сингла через стриминговые сервисы по всему миру.

## Композиция
По мнению Джона Хадусека с сайта Consequence, основная структура и звучание песни — это электропоп, с массивным дропом перед припевом. «При этом, основная инструментовка имеет металлическую природу, с мощными гитарами и короткими аккордами».
Согласно пресс-релизу, в рамках проекта The Other One по восстановлению Babymetal, каждая из десяти песен нового альбома представляет собой «уникальную тему, основанную на 10 отдельных параллельных мирах». Темой четвёртого сингла является Свет и Тьма: «Поскольку существует свет, существует и тьма. Ночью, когда свет и тьма пересекаются, мы, отравленные ядом тьмы, стремимся к миру, наполненному любовью». «Light And Darkness» выражает двойственность во всем и показывает, что восприятие и толкование вещей и явлений различается в зависимости от точки зрения каждого человека.

## Видеоклип
Музыкальное видео было выпущено на официальном YouTube канале Babymetal одновременно с релизом сингла. В видео вошли кадры с живого выступления, снятого во время концертов 28 и 29 января в Макухари Мессе.

## Реакция
Джон Хадусек назвал «Light and Darkness» «самой запоминающейся» из четырёх новых синглов, отметив так же, что «это долгожданное возвращение к тому, что группа умеет делать лучше всего: поп-метал». Kerrang! поставили сингл на второе место в своём хит-параде новинок за неделю 24 февраля 2023 года, при этом отметив, что по сравнению с другими треками нового альбома, «Light and Darkness» выглядит довольно сдержанной. «Её припев способен подхватить вас и унести далеко ввысь, прямиком до самой луны».
«Light and Darkness» вошёл в еженедельный чарт Oricon Digital Singles под номером 22 с 26 февраля 2023; количество загрузок за первую неделю составило 2202 единицы. Она также дебютировала на 20 месте в Billboard Japan Top Download Songs 1 марта 2022.

## Чарты
| Чарт (2022)                  | Высшая позиция |
| ---------------------------- | -------------- |
| Япония (Загрузок, Oricon)    | 22             |
| Япония (Загрузок, Billboard) | 20             |

## История релизов
| Регион | Дата            | Релиз | Формат                        | Лейбл                                                  | Прим.  |
| ------ | --------------- | ----- | ----------------------------- | ------------------------------------------------------ | ------ |
| Мир    | 23 февраля 2023 | Сингл | Стриминг цифровая дистрибуция | Amuse, Inc. Babymetal Records Cooking Vinyl 5B Records | [ 10 ] |
| Мир    | 23 февраля 2023 | EP    | Стриминг цифровая дистрибуция | Amuse, Inc. Babymetal Records Cooking Vinyl 5B Records | [ 12 ] |